# Antigono (Duran)
Antigono és una òpera en tres actes composta per Josep Duran sobre un llibret italià. S'estrenà al Teatre de la Santa Creu de Barcelona el 10 de juliol de 1760. És la segona òpera d'un autor català representada a Catalunya i la primera òpera d'autor català estrenada a Catalunya.
Les decoracions eren del cèlebre pintor català Manuel Tramulles.
Com a mestre de capella del palau del marques de los Vélez (l'anomenat Palau Reial Menor de Barcelona, o de la Comtessa, important institució musical de la ciutat) va rebre l'encàrrec, probablement de l'Ajuntament de Barcelona, juntament amb Josep Pujol, mestre de la catedral, de compondre diverses peces musicals per a les festes amb què fou rebut Carles III d'Espanya quan arriba a Barcelona, l'any 1759, peces que no s'han conservat. Un any més tard, sòlidament vinculat al teatre barceloní gràcies a la seva relació amb l'empresari, li arriba la possibilitat d'estrenar una òpera, gènere que coneixia bé, havent viscut anys a Itàlia.	
El públic barceloní no sembla haver apreciat excessivament l'enginy musical de Josep Duran, perquè després d'aquesta òpera només en va estrenar una altra el 1762, Temistocle.